# 香坂伸治
香坂 伸治（こうさか しんじ、1961年 - ）は、日本の実業家。株式会社銀蔵の代表取締役社長。クリスピー・クリーム・ドーナツ・ジャパンの代表取締役も歴任した。

## 人物
福岡県北九州市出身。駒澤大学文学部卒業後、日本マクドナルド株式会社に入社。99年に米国駐在員として、日本所有店舗の統括を担当した後、米マクドナルドに異動。2006年に退職。リヴァンプの澤田貴司からクリスピー・クリーム・ドーナツ・ジャパンをやらないかと誘われ代表取締役に就任。その後株式会社銀蔵の代表取締役社長に就任した。